# Rembourrage
Pour les vêtements, voir rembourrage de hanches et de fesses.

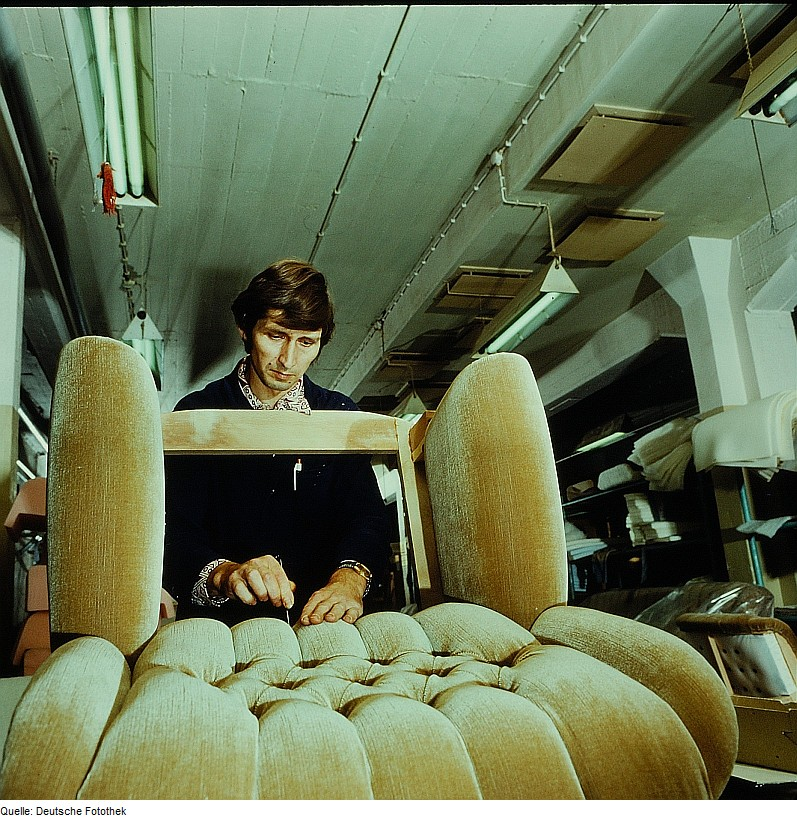
Un capitonneur au travail en RDA en 1982.

Le rembourrage est un métier qui existe depuis que la bourre est apparue sur les chaises, sièges et assises pour les rendre plus confortable. L’appellation de « rembourreur » est un québécisme qui désigne l’artisan qui pratique ce métier. En France, on utilisait le terme « tapissier garnisseur ».
Au Moyen Âge, l’artisan rembourreur utilisait de la paille ou du crin de cheval comme bourre. Plus tard, le coton et les ressorts ont été utilisés sur des meubles de plus en plus complexes et plus travaillés.